# Jean-Pierre Hubert (médecin)
 (avril 2025).
Pour les articles homonymes, voir Jean-Pierre Hubert et Hubert.
Jean-Pierre Hubert, né le 22 juillet 1927 à Paris et mort le le 28 avril 2021 à l'Haÿ-les-Roses, est chirurgien dentiste, psychanalyste et sophrologue. Il est avec Raymond Abrezol l'un des pionnier de la diffusion de la sophrologie en France. Il est le fondateur de la sophrologie analytique.
Jean-Pierre Hubert a effectué ses études de médecine et d'odonto-stomatologie de 1946 à 1956. Il s'intéresse particulièrement au problème de la douleur, aux techniques de rééducation et d'anesthésie hypnotiques.
Élève de la première heure d'Alfonso Caycedo, le créateur de la sophrologie, Jean-Pierre Hubert est l'un des premiers en France a avoir diffusé la sophrologie. Dès 1965, il devient l'un des membres fondateur de la Société Française de Recherche et d'Applications Sophrologiques, plus connu sous le nom de Société Française de Sophrologie.
En 1967, Alfonso Caycedo se rend à Paris à l'invitation de Raphaël Cherchève et de Jean-Pierre Hubert pour présenter son travail lors d'un séminaire, ce sera le premier contact entre le psychiatre colombien et la France,. La même année Raphaël Cherchève crée la Sofras (Société Française de Recherche et d’Applications Sophrologiques) avec la collaboration de Jean-Pierre Hubert, un centre qui a été à l’origine d’organisation de rencontres, congrès et séminaires,.
En 1968, il devient collaborateur et représentant officiel d'Alfonso Caycedo pour la France.
En 1969, il est  nominé comme professeur agrégé de sophrologie de la Société Centrale de Sophrologie et de Médecine Psychosomatique.
En 1971, il ouvre la 1ère école de sophrologie en France, à Paris, nommée Faculté Européenne de Sophrologie. Les programmes de formation étaient créés en collaboration avec Alfonso Caycedo et ensemble ils fondèrent le Centre de Sophrologie de Paris en 1972. En 1974, du 23 au 26 mai, lors du III Symposium Européen de Sophrologie à Bruxelles le corps d'enseignement international se réunit avec entre autre Jean-Pierre Hubert.
En 1976, une première prise de distance se fait avec Alfonso Caycedo, après que Caycedo est formé un organe de surveillance de la sophrologie (CIP), une sorte de « Sénat » de la sophrologie, et que Caycedo décide également d'élargir la sophrologie à un public plus large. La même année, il crée pour la transmission de la sophrologie, le Centre de Sophrologie de Paris, avec Raymond Abrezol ainsi que l’École des Hautes Études de Sophrologie et bio analyse (EDHES), ainsi que l'Ecole de Sophrologie de Lyon avec le JL. Marcel.
En 1977, avec Raymond Abrezol et d'autres médecins, ils créent ensemble le Collège International de Sophrologie Médicale à Neuchâtel. Plusieurs sections nationales prennent immédiatement naissance et la France est représenté par Jean-Pierre Hubert. Il crée aussi l'École de Sophrologie de Nice avec Guerry la même année.
En 1982, Jean-Pierre Hubert initie le mouvement de la Sophro-analyse, présentée la première fois en 1982 au Congrès mondial de sophrologie. La même année il est chargé de cours à la Faculté de Santé Médecine et Biologie humaine à l'Université Sorbonne-Paris-Nord. Également diplômé de médecine naturelle (DUMENAT) dès sa fondation, il était considéré comme le détenteur de l'esprit de l'enseignement dispensé à la Faculté de Santé Médecine et Biologie humaine à l'Université Sorbonne-Paris-Nord. Il a été nommé Docteur honoris causa de la Faculté de Sophrologie de Bogota en 1982 avec Raymond Abrezol, lors du 3° congrès Mondial de Sophrologie à Bogota en Colombie par la Faculté de Sophrologie de Bogota.
En 1985, a lieu à l’hôpital de la Salpêtrière, en compagnie de Alfonso Caycedo, un séminaire avec les sophrologues français, lors de ce séminaire la séparation devient définitive entre Alfonso Caycedo et Jean-Pierre Hubert, les sophrologues français alimentant la sophrologie par des recherches psychanalytiques de Sigmund Freud, des travaux analytiques de Jacques Lacan, Carl Jung et ceux d’Alexander Lowen en bioénergie, alors qu'Alfonso Caycedo proposait que la sophrologie devienne une sophrologie sociale, uniquement sociale. Jean-Pierre Hubert, formé à la psychanalyse et dans l'optique de Alexander Lowen, reprochait également à Alfonso Caycedo de faire l'impasse sur l'inconscient.
En 1988, il crée le Collège de Sophrologie de l'Océan Indien (La Réunion) avec G. Aubert, M. Chaumery et G. Pasquier.
En 1992, il crée la Faculté Européenne de Sophrologie dont il est le directeur, avec plus de 500 étudiants par an, et une formation reconnue par l'ANPE.
En 1999, il va avec Ghylaine Manet tous les six mois et pendant 10 ans se rendre en Nouvelle Calédonie à Nouméa pour apporter son enseignement et créer une école, la Faculté Européenne de Sophrologie Analytique et Comportementale, une annexe de la Faculté Européenne de Sophrologie.
En 2000, il crée l'École des Hautes Etudes de Sophrologie et Bioanalyse, l'EDHES.

## La sophr0logie analytique
L'enseignement de la sophrologie analytique a été développé au sein du centre de sophrologie de Paris (Première école de sophrologie en France en 1971). Jean-Pierre Hubert en était le directeur, à travers cette école et ensuite au sein de la Faculté Européenne créée en 1992, il a toujours veillé à l'intégration du volet analytique en sophrologie qui se poursuit toujours.
La formation dispensée comporte trois axes:
1. Étude et pratique des techniques de relaxation, avec au minimum le premier degré de la relaxation dynamique sophronique[23].
2. Une analyse personnelle[24], qui constitue la référence première du processus analytique dont elle restera indissociable et qui se poursuivra dans toute réflexion sophro analytique ultérieure.
3. Des analyses supervisées (Cures psychanalytiques assistées): l’analyste en formation entreprend quatre cures avec l'assistance pour chacune d’elles d’un sophro analyste qu’il choisit[2].

L'application sur un sujet comporte également trois axes ou dimensions:    
1. Modification du niveau de vigilance[25] (état de conscience sophroliminal[26]) du sujet. Cela veut dire la sophronisation de base peut-être atteinte soit par de l'hypnose, des exercices de relaxation dynamique[23], ou le training autogène de Schultz cycle inférieur.
2. Vient la psychanalyse du sujet, avec des techniques d’association et de transfert,[27]/contre transfert,[28]. Recouvrement et découvrement,[29].
3. Suivi de l'écoute et du discours du sujet. Approche des relations corps/mental dans un axe psychosomatique, relations interpersonnelles (Réf Georg Groddeck).

Rappels à l'exigence de cette psychothérapie:
Aziz Ameur, psychologue clinicien, actuel directeur de la Faculté Européenne de Sophrologie créée par Jean-Pierre Hubert en 1992: « Le sophro analyste sera là où le schéma de signification de l’analysant le met. Le sophro analyste est aussi médiateur. Ces attitudes doivent être dosées avec art et précision et la formation du sophro analyste est exigeante ».
Ghylaine Manet, élève de Jean-Pierre Hubert : Cette thérapie doit être pratiquée par « des thérapeutes rompus à l’analyse classique, psychanalyse ou psychologie des profondeurs ». « Celui qui se nomme sophro analyste aura lui-même suivi une analyse didactique, mais ce n’est pas assez pour prétendre mener à bien des sophro analyses. Il devra être reconnu pour ses compétences et supervisé ».

## Activités de presse et médias
- Le 22 décembre 2001, il est l'invité dans le JT soir de Nouvelle-Calédonie La 1ère[32].
- En 2006, il est interviewé en Nouvelle Calédonie à Nouméa dans un interview audio[33].
- En Juin 2012, interview dans le magazine Santé Intégrative (la Sophranalyse)[34].
- Le 22 octobre 1992, il passe en direct sur Télé Réunion[35].
- En Juin 2017, interview dans le magazine Santé Intégrative (quand la sophrologie s’invite chez le dentiste)[36].

## Conférences données dans les Congrès
- 1970, 1° congrès Mondial à Barcelone de Sophrologie devant 1400 spécialistes de 42 pays différents[37].
- 1974, III Symposium Européen de Sophrologie à Bruxelles[10].
- 1978, 1er Congrès européen d'Hypnose et Médecine Psychosomatique à Malmö (Suède)[2].
- 1982, 3° congrès Mondial à Bogota de Sophrologie dont  il est vice-président avec Alfonso Caycedo comme président[7] et où il utilise pour la première fois l'expression « sophrologie analytique »[3].
- 1992, 1° congrès d'Outre-Mer (Ile de réunion) de Sophrologie qu'il préside[7].
- 1997, 4° congrès Mondial à Monaco de Sophrologie, congrès qu'il préside avec comme présidence honoraire la princesse Antoinette de Monaco, organisé par la Faculté Européenne de Sophrologie[7].

## Colloque
- 1987, journée nationale de rééducation par le karaté médical et la sophrologie[38].

## Publications
- La relaxation dynamique, (sophrologie) publié par le Centre de sophrologie de Paris], 1980
- Traité de sophrologie, Origines et développement (sophrologie) Édition Le Courrier du livre, Paris], 1983
- Lexique de sophrologie et de termes usuels (sophrologie) Édition de la Norière], 1984
- Traité de sophrologie. 2, Méthode et techniques (sophrologie) Édition Le Courrier du livre, Paris], 1985
- Lexique de sophrologie et de termes usuels, 2e éd. revue et augmenté. (sophrologie) Édition de la Norière], 1994
- La sophrologie (sophrologie)  Édition Paris :Morisset] , 1996
- Relaxation dynamique (Enregistrement sonore, sophrologie) 1 disque compact, distribué par Paris : Arcade France SA], 1998
- La sophrologie analytique : la sophranalyse (sophrologie) Éditions L'Harmattan, 2010
- La naturothérapie. Tome 1, Formation théorique (médecine alternative) Éditions L'Harmattan, 2016
- La naturothérapie. Tome 2, Prévention et thérapeutique (médecine alternative) Éditions L'Harmattan, 2016